# Dampiera loranthifolia
Dampiera loranthifolia är en tvåhjärtbladig växtart som beskrevs av Ferdinand von Mueller och George Bentham. Dampiera loranthifolia ingår i släktet Dampiera, och familjen Goodeniaceae. Inga underarter finns listade i Catalogue of Life.